# マーヴルクロス
『マーヴルクロス』は、かつて小学館プロダクション（後の小学館集英社プロダクション）が発行していた日本のアメコミ漫画雑誌。1996年5月創刊、1997年9月休刊。毎月20日頃に発売され、通巻17号が発行された。

## 概要
「今、アメリカンコミックスが面白い─マーヴルコミックス日本語版」というキャッチコピーにあるように、掲載漫画はすべてマーベル作品である。毎号3、4本ずつ、全作品ともオールカラーで収録されている。
- 『アイアンマン』、『デアデビル』の邦訳作品紹介は本誌が初。
- 巻末の記事群ではDCコミックスはじめ他出版社の話題も扱っている。

## 各巻内容
No.1
- 1996年4月18日発売　表紙イラスト：ウルヴァリン

収録作品
- インフィニティ・ガントレット第1話（全6回）　─ Infinity Gauntlet #1 (1992/6)
- X-メン（読み切り）　─ X-Men #30 (3/1994)
- シルバーサーファー（前編）　─ The Silver Surfer #1 (12/1988)

特集
- 永井豪インタビュー

No.2
- 1996年5月17日　表紙：シルバーサーファー

収録作品
- インフィニティ・ガントレット第2話（全6回）　─ Infinity Gauntlet #2 (7/1991)
- X-メン：ファランクス・カビナント第1話（全4回）　─ The Uncanny X-Men #316 (9/1994)
- シルバーサーファー（後編）　─ The Silver Surfer #2 (1/1989)

特集
- メビウス自作を語る
- マーヴル・アーティスト列伝

No.3
- 1996年6月20日　表紙：キャプテン・アメリカ

収録作品
- インフィニティ・ガントレット第3話（全6回）　─ Infinity Gauntlet #3 (9/1991)
- X-メン：ファランクス・カビナント第2話（全4回）　─ X-Men #36 (9/1994)
- キャプテン・アメリカ（読切）　─ Captain America #255 (3/1981)

特集
- マーヴルアクションフィギュアの世界
- ゴールデンエイジ：タイムリィコミックスの時代

No.4
- 1996年7月19日　表紙：サノス

収録作品
- インフィニティ・ガントレット第4話（全6回）　─ Infinity Gauntlet #4 (/1991)
- X-メン：ファランクス・カビナント第3話（全4回）　─ The Uncanny X-Men #317 (10/1994)

緊急掲載
- ロブ・ライフェルドが描く ミッション:インポッシブル（読切）　─ Mission:Impossible #1 (5/1996)

特集
- 映画『ミッション:インポッシブル』の見どころ

No.5
- 1996年8月20日　表紙：ホワイトクイーン

収録作品
- インフィニティ・ガントレット第5話（全6回）　─ Infinity Gauntlet #5 (11/1991)
- X-メン：ファランクス・カビナント最終話　─ X-Men #37 (10/1994)
- X-メン：ファランクス・カビナント エピローグ（読切）　─ The Uncanny X-Men #318 （11/1994）

特集
- 大友克洋インタビュー
- サンディエゴ・コミックコンベンション・レポート

No.6
- 1996年10月1日　表紙：ジェネレーションX

収録作品
- ジェネレーションX第1話（全4回）　─ Generation X #1 （11/1994）
- インフィニティ・ガントレット最終話　─ Infinity Gauntlet #6 （1/1992）
- X-メン：リージョン・クエスト第1話（全4回）　─ The Uncanny X-Men #320 （1/1995）

特集
- コミックコンベンション・レポート第2弾

No.7
- 1996年10月19日　表紙：スパイダーマン byジョン・ロミータSr.

収録作品
- ファンタスティック・フォー（前編）　─ Fantastic Four #236 （11/1981）
- スパイダーマン VS. ハルク（読切）　─ Marvel Fanfare #47 （11/1989）
- X-メン：リージョン・クエスト第2話（全4回）　─ X-Men #40 （1/1995）
- ジェネレーションX第2話（全4回）　─ Generation X #2 （12/1994）

特集
- カプコンゲーム「X-メン VS. ストリートファイター」

No.8
- 1996年11月20日　表紙：インビジブル・ガール

収録作品
- ファンタスティック・フォー（後編）　─ Fantastic Four #236 （11/1981）
- ウルヴァリン（読切）　─ The Uncanny X-Men #205 （5/1986）
- X-メン：リージョン・クエスト第3話（全4回）　─ The Uncanny X-Men #321 （2/1995）
- ジェネレーションX第3話（全4回）　─ Generation X #3 （1/1995）

特集
- ヒーローズ・リボーン速報
- アメコミショップガイド

No.9
- 1996年12月29日　表紙：ウルヴァリン byブライアン・ステルフリーズ

収録作品
- ウルヴァリン（読切）　─ Wolverine #90 （2/1995）
- ケーブル（読切）　─ Cable #20 （2/1995）
- X-メン：リージョン・クエスト最終話　─ X-Men #41 （2/1995）
- ジェネレーションX最終話　─ Generation X #4 （2/1995）

特集
- 『エイジ・オブ・アポカリプス』

No.10
- 1997年1月18日　表紙：スパイダーマン byトッド・マクファーレン

収録作品
- スパイダーマン VS. ベノム（読切）　─ The Amazing Spider-Man #300 （5/1988）
- X-メン：ダークフェニックス・サーガ第1話（全5回）　─ The Uncanny X-Men #129,130 （1,2/1980）

特別収録
- スパイダーマン：初登場エピソード（読切）　─ Amazing Fantasy #15 （8/1962）

特集
- スパイダーマンの全て

No.11
- 1997年2月20日　表紙：スパイダーマン byトッド・マクファーレン

収録作品
- スパイダーマン：消えたメリー・ジェーン第1回（全3回）　─ The Amazing Spider-Man #304,305 （9/1988）
- デアデビル：ラヴ・アンド・ウォー第1回（全3回）　─ Marvel Graphic Novel #24 （1986）
- X-メン：ダークフェニックス・サーガ第2回（全5回）　─ The Uncanny X-Men #131,132 （3,4/1980）

特集
- “恐れを知らぬ男”デアデビル

No.12
- 1997年3月19日　表紙：スパイダーマン byトッド・マクファーレン

収録作品
- スパイダーマン：消えたメリー・ジェーン第2回（全3回）　─ The Amazing Spider-Man #306,307 （10,11/1988）
- デアデビル：ラヴ・アンド・ウォー第2回（全3回）　─ Marvel Graphic Novel #24 （1986）
- X-メン：ダークフェニックス・サーガ第3話（全5回）　─ The Uncanny X-Men #133,134 （5,6/1980）

特集
- スパイダーマン・コミック・ワールド

No.13
- 1997年4月19日　表紙：スパイダーマン byビンス・エバンス

収録作品
- スパイダーマン：消えたメリー・ジェーン最終話　─ The Amazing Spider-Man #308,309 （12/1988）
- デアデビル：ラヴ・アンド・ウォー最終話　─ Marvel Graphic Novel #24 （1986）
- X-メン：ダークフェニックス・サーガ第4話（全5回）　─ The Uncanny X-Men #135,136 （7,8/1980）

No.14
- 1997年5月20日　表紙：スパイダーマン byジョン・ロミータSR.

収録作品
- スパイダーマン：トラブル続きの新学期（読切）　─ The Amazing Spider-Man #310 （12/1988）
- X-ベイビーズ：三段腹大魔王モジョーの逆襲第1回（全3回）　─ The X-Men Super-Sized Annual #12 （12/1988）
- X-メン：ダークフェニックス・サーガ最終話　─ The Uncanny X-Men #137 （9/1980）
- マイティ・ソー：バラード・オブ・ベータ・レイ・ビル第1回（全4回）　─ Mighty Thor #337 （12/1983）

No.15
- 1997年6月20日　表紙：アイアンマン byスコット・イーズリー

収録作品
- スパイダーマン：最悪のクリスマス・イヴ（読切）　─ The Amazing Spider-Man #314 （4/1989）
- マイティ・ソー：バラード・オブ・ベータ・レイ・ビル第2回（全4回）　─ Mighty Thor #338 （12/1983）
- X-ベイビーズ：三段腹大魔王モジョーの逆襲第2回（全3回）　─ Excalibur Mojo Mayhem （12/1989）
- キャプテン・アメリカ / アイアンマン：メン・アンド・マシン第1回（全3回）　─ Tales Of Suspense #1 （1/1995）
- アイアンマン：初登場号　─ （A Reprinting Of）Tales Of Suspence #39 （3/1963）

No.16
- 1997年7月19日　表紙：スパイダーマン byダン・ジャーケンス

収録作品
- スパイダーマン VS. ベノム第1回（全3回）　─ The Amazing Spider-Man #315 （5/1989）
- キャプテン・アメリカ / アイアンマン：メン・アンド・マシン第2回（全3回）　─ Tales Of Suspense #1 （1/1995）
- マイティ・ソー：バラード・オブ・ベータ・レイ・ビル第3回（全4回）　─ Mighty Thor #339 （1/1984）
- X-ベイビーズ：三段腹大魔王モジョーの逆襲最終回　─ Excalibur Mojo Mayhem （12/1989）

No.17
- 1997年8月20日　表紙：キャプテン・アメリカ byジム・リー

収録作品
- スパイダーマン VS. ベノム第2回、最終回　─ The Amazing Spider-Man #316,317 （4,5/1989）
- マイティ・ソー：バラード・オブ・ベータ・レイ・ビル第4回（全4回）　─ Mighty Thor #340 （2/1984）
- キャプテン・アメリカ / アイアンマン：メン・アンド・マシン最終回　─ Tales Of Suspense #1 （1/1995）

## 連載企画
- 全米コミックス最前線
- 教えてウォッチャー! ：ウォッチャーが読者からの質問に答える。
- 読者コーナー：読者からのお便り、イラスト・コスプレ写真・同人誌紹介など。
- アメリカンコミックス入門 / 堺三保（No.2 - 17）：アメコミ史解説。
- 大森はじめのアメイジング・パラダイス（No.10 - 17）：『スパイダーマン』コレクターの大森によるアメコミショップ紹介など。
- KOSEI'S COMIC WORLD / 小野耕世（No.10 - 17）：コラム
- マーヴル・メディア情報（No.1 - 6）
- マーヴル・キャラクター・ファイル（No.10 - 17）
- マーヴル・ギャラリー（No.12 - 17）

## 作品リスト
X-メン
| 作品名                                       | 掲載号  | ライター                                            | ペンシラー                                                              | 翻訳     |
| -------------------------------------------- | ------- | --------------------------------------------------- | ----------------------------------------------------------------------- | -------- |
| X-メン：ファランクス･カビナント              | 2 - 5   | スコット・ロブデル(2・4) ファビアン・ニシーザ(3・5) | ジョー・マデュレイラ(2・4) アンディ・キューバート(3・5)                 | 海法紀光 |
| X-メン：リージョンクエスト                   | 6 -9    | スコット・ロブデル(6・8) ファビアン・ニシーザ(7・9) | ロジャー・クラッツ(6) アンディ・キューバート(7・9) ロン・ガーニー(8・9) | 海法紀光 |
| X-メン：ダークフェニックス・サーガ           | 10 - 14 | クリス・クレアモント&ジョン・バーン                 | ジョン・バーン                                                          | 三田慶夫 |
| ジェネレーションX                            | 6 -9    | スコット・ロブデル&クリス・バチャロ                 | クリス・バチャロ                                                        | 海法紀光 |
| X-ベイビーズ                                 | 14 - 17 | クリス・クレアモント                                | アート・アダムス                                                        | 秋友克也 |
| X-メン（スコット&ジーン結婚式）              | 1       | ファビアン・ニシーザ                                | アンディ・キューバート                                                  | 海法紀光 |
| X-メン（ファランクス･カビナント エピローグ） | 5       | スコット・ロブデル                                  | ロジャー・クラッツ                                                      | 海法紀光 |

スパイダーマン
| エピソード                                          | 掲載号  | ライター             | アーティスト           | 翻訳     |
| --------------------------------------------------- | ------- | -------------------- | ---------------------- | -------- |
| 消えたメリー・ジェーン                              | 11 - 14 | デビッド・ミシュラン | トッド・マクファーレン | 秋友克也 |
| スパイダーマン VS. ベノム                           | 16 - 17 | デビッド・ミシュラン | トッド・マクファーレン | 秋友克也 |
| マーヴル・ファンフェア（スパイダーマン VS. ハルク） | 7       | ビル・マントロ       | マイケル・ゴールデン   | 石川裕人 |
| スパイダーマン 初登場号                             | 10      | スタン・リー         | スティーブ・ディッコ   | 石川裕人 |
| スパイダーマン VS. ベノム                           | 10      | デビッド・ミシュラン | トッド・マクファーレン | 秋友克也 |
| トラブル続きの新学期                                | 14      | デビッド・ミシュラン | トッド・マクファーレン | 秋友克也 |
| 最悪のクリスマス・イヴ                              | 15      | デビッド・ミシュラン | トッド・マクファーレン | 秋友克也 |

その他
| 作品名                            | 掲載号  | ライター                                                | アーティスト                              | 翻訳     |
| --------------------------------- | ------- | ------------------------------------------------------- | ----------------------------------------- | -------- |
| インフィニティ・ガントレット      | 1 - 6   | ジム・スターリン                                        | ジョージ・ペレス(1 - 4) ロン・リム(4 - 6) | 秋友克也 |
| シルバー・サーファー              | 1・2    | スタン・リー                                            | メビウス（ペンシラー）                    | 市川裕文 |
| キャプテン・アメリカ              | 3       | ロジャー・スターン                                      | ジョン・バーン                            | 石川裕人 |
| ミッション:インポッシブル         | 4       | マーヴ・ウルフマン                                      | ロイ・ライフェルド                        | 矢口悟   |
| ファンタステック・フォー          | 7・8    | ジョン・バーン                                          | ジョン・バーン                            | 秋友克也 |
| ウルヴァリン                      | 8       | クリス・クレアモント& バリー・ウィンザー・スミス        | バリー・ウィンザー・スミス                | 石川裕人 |
| ウルヴァリン VS. セイバートゥース | 9       | ラリー・ハマ                                            | アダム・キューバート（ペンシラー）        | 石川裕人 |
| ケーブル（リージョン・クエスト）  | 9       | ジェフ・ローブ                                          | イアン・チャーチル（ペンシラー）          | 海法紀光 |
| デアデビル：ラヴ・アンド・ウォー  | 11 - 14 | フランク・ミラー                                        | ビル・シンケビッチ                        | 石川裕人 |
| マイティ・ソー                    | 14 - 17 | ウォルト・サイモンスン                                  | ウォルト・サイモンスン                    | 三田慶夫 |
| アイアンマン：初登場号            | 15      | スタン・リー（プロット） ラリー・リーバー（スクリプト） | ドン・ヘック                              | 三田慶夫 |
| キャプテン･アメリカ/アイアンマン  | 15 - 17 | ジェイムス・ロビンソン                                  | コリン・マックニール                      | 秋友克也 |

## 編集スタッフ
- 編集人：高柳義也（No.1）、山本富洋（No.2 - 17）
- 発行人：山本富洋（No.1）、高柳義也（No.2 - 17）
- 発行所：小学館プロダクション
- 印刷・製本：美松堂
- 監修：マーヴル・エンターテインメント・グループ・パシフィックリム・リージョナル・オフィス→

　 →マーヴル・エンターテインメント・グループ・インク（No.4から変更）
- 翻訳：秋友克也、海法紀光、市川裕文、三田慶夫、矢口悟
- 編集：橋本透、塩谷知子、小野修平
- 企画構成：石川裕人、高貴順三、尾窪良枝（株式会社イオン）、松野本和広、石井誠
- 執筆協力：市川裕文、元山掌、堺三保、海法紀光、飯田昭雄、篠田徹也、小田切博、岸川健一
- アートディレクション：島田英明（バナナグローブスタジオ）
- デザイン：土井敦史、松倉真由美、長澤伸（バナナグローブスタジオ）